# Aechmea chlorophylla
Aechmea chlorophylla är en gräsväxtart som beskrevs av Lyman Bradford Smith. Aechmea chlorophylla ingår i släktet Aechmea och familjen Bromeliaceae. Inga underarter finns listade i Catalogue of Life.